# SpaceUp
SpaceUp ist eine offene Tagung zu Raumfahrt- und Weltraumthemen. Diese Art von Tagung wird Unkonferenz genannt, bei der die Teilnehmer vor Ort über die Inhalte, den Vortragsplan und die Struktur der Veranstaltung entscheiden. SpaceUp‐Konferenzen wurden bereits in den USA, Europa und Asien veranstaltet. Gemeinsam haben sie den Stil einer Unkonferenz, die Ignite‐Talks (kurze 5‐Minuten‐Vorträge) und die ausgedehnten Kaffeepausen, die für Diskussionen zwischen den Teilnehmern genutzt werden.
Die erste SpaceUp wurde am 27. und 28. Februar 2010 im San Diego Air & Space Museum abgehalten. Sie wurde von der San Diego Space Society durchgeführt und gesponsert. Dieses zweitägige Event wurde von Spacevidcast medial begleitet, Teilnehmer kamen unter anderem von der NASA, dem Google Lunar X-Prize, Masten Space Systems, und Quicklaunch. Das Event wurde von Chris Radcliff organisiert. Nachfolgend wurden weitere SpaceUps in den USA, in Europa (Genk, Stuttgart) und Asien (Bangalore) durchgeführt.

## Teilnahmemöglichkeiten
- 20‐Minuten‐Vorträge
- 5‐Minuten‐Vorträge (Ignite Talks)
- Diskussionsrunden
- „60 seconds to land“‐Videos[2]